# Homolicorina
L'homolicorina és un dels alcaloides tòxics que es troben en diverses espècies de les amaril·lidàcies com els narcisos (Narcissus).